# Rahonavis ostromi
Rahonavis (il cui nome significa "minaccia dalle nuvole") è un genere estinto di dinosauro paraviano vissuto nel Cretaceo superiore, circa 70 milioni di anni fa (Maastrichtiano), in quello che oggi è il nordest del Madagascar. L'animale è noto solo da uno scheletro parziale (UA 8656) ritrovato da Catherine Forster e alcuni suoi colleghi nella Formazione Maevarano, in una cava nei pressi di Berivotra, nella Provincia di Mahajanga. Probabilmente il Rahonavis era un piccolo predatore, lungo circa 70 centimetri (2,3 piedi), e dotato del tipico artiglio a falce dei dromeosauridi.
Il nome Rahonavis significa "minaccia dalle nuvole", in lingua malgascia dove rahona sta per "nuvola" o "minaccia", con l'aggiunta della parola latina avis ossia "uccello". Il nome specifico, ostromi, è invece un riferimento a John Ostrom.

## Classificazione

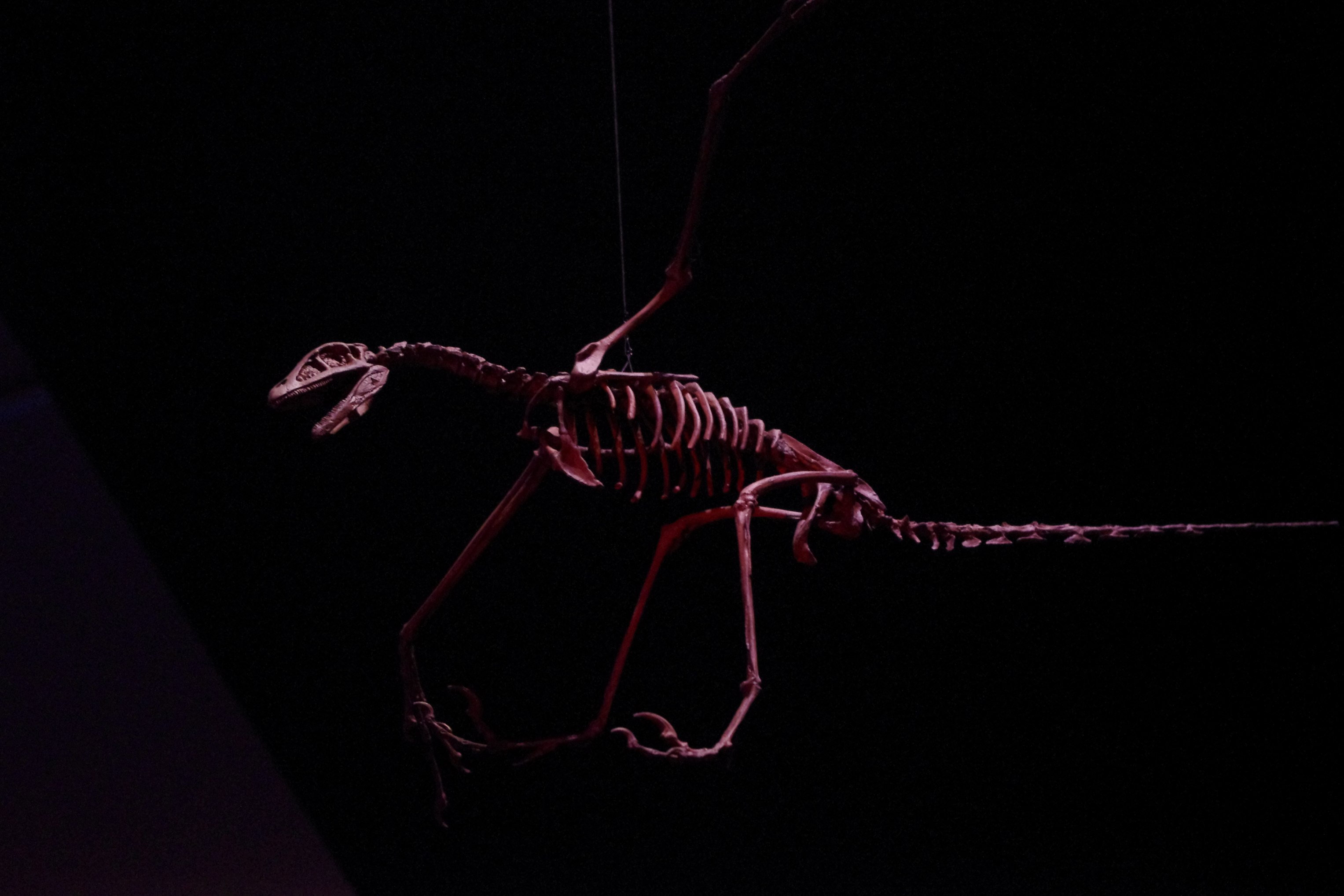
Scheletro completo di Rahonavis, in volo

Il Rahonavis è stato storicamente oggetto di incertezze per quanto riguarda la sua corretta posizione tassonomica, con opinioni contrastanti se si trattasse di un membro del clade Avialae o se fosse più strettamente imparentato con i dromaeosauridi. La presenza di papille ulnari sull'ulna (indice della presenza di penne), portò in un primo momento ad includere l'animale nel clade degli aviali; tuttavia, il resto dello scheletro presentava caratteristiche tipiche dei dromaeosauridi. Data la stretta affinità tra gli uccelli primitivi e i loro cugini dromaeosauridi, insieme alla possibilità che il volo si possa essere sviluppato in entrambi i gruppi, rese ancora più difficile la classificazione l'animale in uno dei due suddetti gruppi.
Il Rahonavis potrebbe essere un parente stretto dell'Archaeopteryx, come originariamente suggerito dai descrittori, e quindi un membro del clade Avialae, tuttavia il bacino mostra degli adattamenti al volo funzionale simili a quelli di Archaeopteryx, ma che sembrano essersi evoluti indipendentemente.
A partire dagli inizi del 2000, la maggior parte dei ricercatori concordò che il Rahonavis fosse più strettamente legato ai deinonychosauri che agli aviali, e in particolare al clade di dromeosauridi meridionali, gli Unenlagiinae. Un'analisi del 2005 di Makovicky e colleghi provarono che il Rahonavis fosse strettamente imparentato con gli unenlagiini Unenlagia e Buitreraptor. Norell e colleghi nel 2006, confermarono tale interpretazione, definendo il Rahonavis come un sister taxon di Unenlagia. Nel loro studio del 2007, Turner e colleghi confermarono l'interpretazione di Norell et al..
Tuttavia questa interpretazione fu contestualizzata da alcuni studi pubblicati dal 2009 che affermavano che molti "dromaeosauridi" tradizionali, compresi gli unenlagiini, fossero molto più vicini agli Avialae che ai dromaeosaurini. Una grande analisi pubblicata da Agnolin e Novas nel 2013, per esempio, recuperò Rahonavis affermando di nuovo che l'animale fosse più strettamente imparentato con gli Avialae che con i Dromaeosauridae. Questo studio dimostrò ancora una volta che il Rahonavis, in particolare, fosse più vicino agli uccelli che agli unenlagiini o ai dromaeosauridi.

## Scoperta e specie
I resti fossili di Rahonavis furono recuperati nel 1995 da una spedizione congiunta del SUNY e dell'Università di Antananarivo, vicino al villaggio di Berivotra, nella Provincia di Mahajanga. La maggior parte delle formazioni geologiche di questo settore sono purtroppo coperte da fitta erba, rendendo alquanto difficile l'identificazione dei fossili. Tuttavia, in un fortunato evento un incendio espose parte di una collina da cui affiorarono le ossa di un grande titanosauro. Fu proprio durante l'estrazione delle ossa del sauropode che i paleontologi scoprirono le ossa del Rahonavis tra le ossa del titanosauro. Il Rahonavis è noto da questo singolo esemplare, che consiste negli arti posteriori, il tronco, una porzione della coda (tutti articolati tra loro, erano), ed una porzione dell'ala e della spalla. Il Rahonavis era un quinto più grande del suo stretto parente Archaeopteryx, circa le dimensioni di un corvo.
La mancanza di parenti ben documentati di Rahonavis ha portato ad una singolare scoperta. La scoperta di una singola vertebra toracica (NMC 50852), molto simile a quelle di Rahonavis, in sedimenti risalenti al medio Cretaceo (Albiano/Cenomaniano, circa 100-99 milioni di anni fa) nella regione del Kem Kem, in Marocco, ha portato in molti a credere nella scoperta di un antenato africano del Rahonavis. Tuttavia mancando i pleurocoeli ritrovati in Rahonavis e presentando un grande canale neurale, la vertebra sembra appartenere ad un diverso genere. Sebbene queste caratteristiche potrebbero essere solo una varietà tra le specie dello stesso genere, o un mero fattore ontogenetico, la distanza geografica e temporale tra i due esemplari suggerisce che qualunque animale rappresenti la vertebra, non appartenga a Rahonavis.

### Etimologia
Il primo nome che fu attribuito al genere fu "Rahona", nome che però già era stato assegnato ad un genere di falene della famiglia delle Lymantriidae.
Rahonavide viene dal malgascio "Rahon" (minaccia dalle nuvole) e dal suffisso latino "-ave" (uccello). Il nome della specie R. ostromi, è dedicato a John Ostrom, paleontologo statunitense che rivoluzionò la concezione dei dinosauri, proponendo l'idea fossero animali attivi e a sangue caldo.

## Paleobiologia

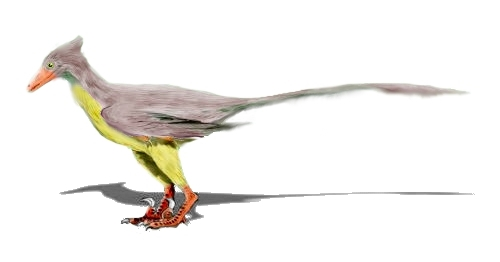
Ricostruzione artistica di Rahonavis

Sebbene molte ricostruzioni artistiche mostrino il Rahonavis in volo, non è del tutto chiaro se l'animale potesse volare o meno; ci sono addirittura dei dubbi che il materiale avambraccio (l'unico resto scheletrico non associato al resto dello scheletro), che comprende le papille ulnari, appartenga realmente all'animale. Alcuni ricercatori hanno suggerito che il Rahonavis rappresenta una chimera costituita dalle ali di un uccello mischiatesi con lo scheletro di un dromaeosauride, considerando il Rahona come un nomen dubium. La vicina scoperta del primitivo uccello Vorona berivotrensis, ha perlomeno dimostrato la presenza di uccelli nella formazione, dimostrando la possibilità di una chimera. Tuttavia, molti altri scienziati, tra cui i descrittori originali del Rahonavis, sostengono che i resti appartengono ad un singolo animale, citando la vicinanza delle ossa dell'ala al resto dello scheletro. Tutte le ossa attribuite a Rahonavis sono state sepolte in una zona "più piccola di una pagina formato lettera", secondo il co-descrittore Luis M. Chiappe, nel suo libro Glorified Dinosaurs (2007). Inoltre, Chiappe sostenne che i suggerimenti su una presunta chimera da parte del paleornitologo Larry Martin si basassero su un'errata interpretazione di Martin sulle ossa delle ali e delle spalle, come più evolute di quanto siano realmente.
Chiappe sostenne anche che il Rahonavis era realmente in grado di volare, notando che l'ulna era grande e robusta rispetto a quella dell'Archaeopteryx, ed insieme alla scoperta delle papille ulnari era la prova che il Rahonavis avesse ali molto più grandi e potenti di quelle degli uccelli più primitivi. Inoltre, le ossa della spalla del Rahonavis mostrano i segni di legamenti che permettono una mobilità indipendente necessaria per volo battente. Chiappe concluse che il Rahonavis era in grado di volare, anche se sarebbe stato più "goffo in aria rispetto agli uccelli moderni."